# Федеральная таможенная служба

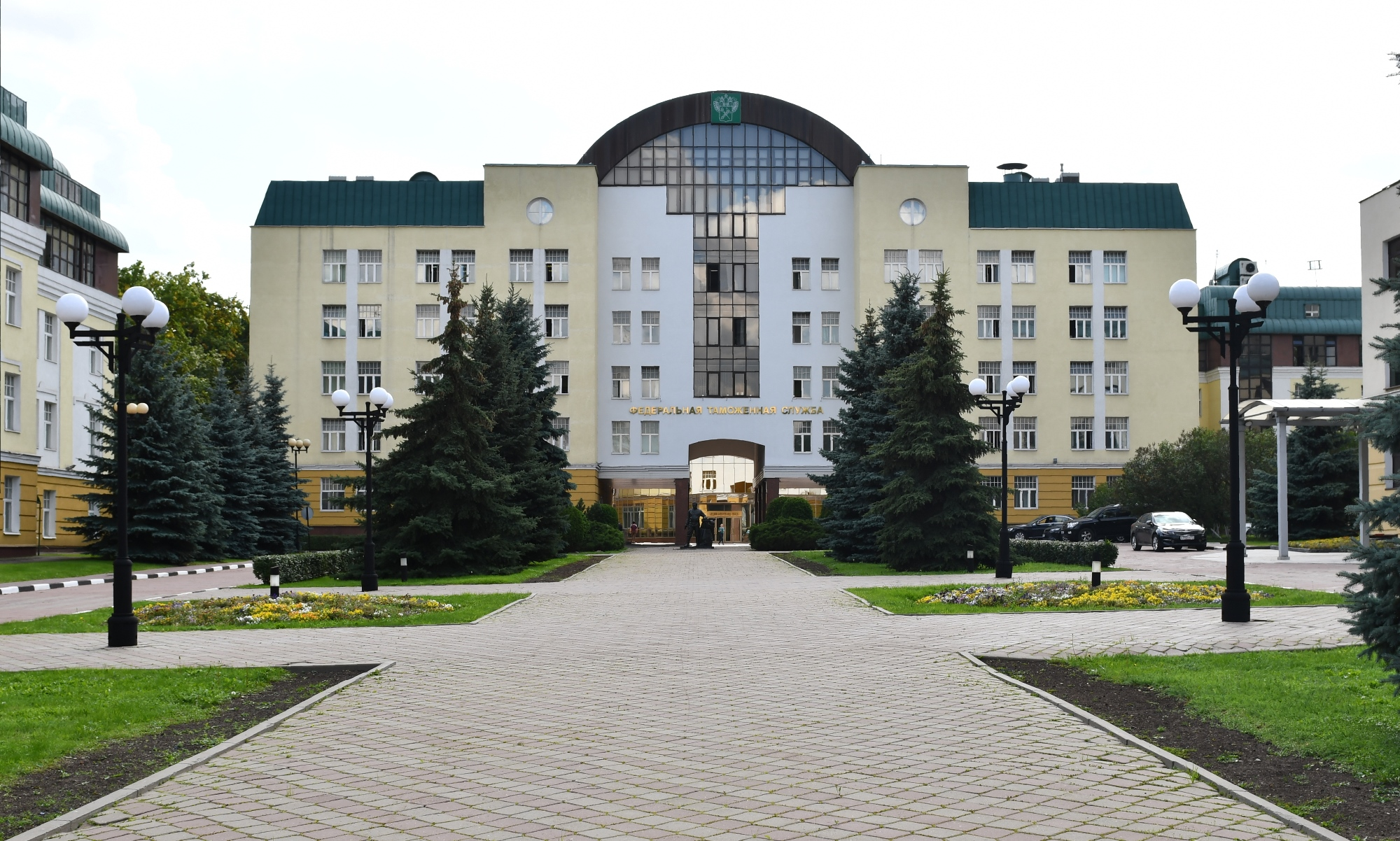
Комплекс зданий ФТС России

Федеральная таможенная служба (ФТС России) — федеральный орган исполнительной власти, осуществляющий в соответствии с законодательством Российской Федерации функции по контролю и надзору в области таможенного дела (таможенный контроль), функции органа валютного контроля, функции по защите прав на объекты интеллектуальной собственности, функции по обеспечению соблюдения мер нетарифного регулирования, мер технического регулирования, мер экспортного контроля, в том числе мер в отношении продукции военного назначения, функции по проведению транспортного контроля в пунктах пропуска через государственную границу Российской Федерации, функции по проведению радиационного контроля, функции по проведению санитарно-карантинного, карантинного фитосанитарного контроля, федерального государственного контроля (надзора) в области безопасного обращения с пестицидами и агрохимикатами и федерального государственного ветеринарного надзора в соответствии с компетенцией Федеральной таможенной службы, установленной законодательством Российской Федерации и Правительством Российской Федерации, в специально оборудованных и предназначенных для этих целей пунктах пропуска через государственную границу Российской Федерации (специализированные пункты пропуска), функции по выявлению, предупреждению и пресечению преступлений и административных правонарушений, отнесенных к компетенции таможенных органов Российской Федерации, а также иных связанных с ними преступлений и правонарушений.
Военизированная организация с присущими атрибутами — табельное оружие, специальные звания, централизованная военизированная логистика и снабжение. Имеет собственные надзорные органы и органы дознания и административного расследования. Наделена функциями осуществления оперативно-разыскной деятельности для выявления и пресечения  преступлений в своей и в смежных областях. Тесно сотрудничает с налоговой инспекцией при помощи синхронизации баз данных.

## Функции
Функции и полномочия таможенных органов определены международными договорами (правом ЕАЭС), таможенным законодательством, валютным законодательством, законодательством в области оперативно-разыскной деятельности (ФЗ " Об ОРД"), уголовным законодательством (УПК РФ), административным законодательством (КоАП РФ) и другими видами законодательства.
Так, согласно «Положению о Федеральной таможенной службе» таможенные органы:
- проводят таможенный контроль;
- взимают таможенные пошлины, налоги;
- ведут таможенную статистику внешней торговли, статистику взаимной торговли с государствами — членами ЕАЭС;
- обеспечивают соблюдение запретов и ограничений в отношении ввозимых и вывозимых товаров;
- защищают права на объекты интеллектуальной собственности;
- обеспечивают соблюдение порядка перемещения товаров и транспортных средств через таможенную границу;
- осуществляют оперативно-разыскную деятельность направленную на выявление и пресечение преступлений, отнесенных к компетенции таможенных органов;
- выявляют и пресекают административные правонарушения в области таможенного дела;
- осуществляют дознание по преступлениям, отнесённым к компетенции таможенных органов (ст. 193 ч. 1, ст. 193.1 ч. 1, ст. 194 ч. 1 и ч. 2, ст. 200.1 ч. 1, ст. 226.1 ч. 1 УК РФ) и неотложные следственные действия по ряду преступлений, выявленных таможенными органами (ст. 173.1, 173.2, 174, 174.1, 189, 190, 193 ч. 2-3, 193.1 ч. 2-3, 194 ч. 3-4, 200.1 ч. 2, 226.1 ч. 1.1-3, 229.1 УК РФ);
- осуществляют контроль за валютными операциями, противодействуют легализации (отмыванию) доходов, полученных преступным путем.

Кроме того, таможенные органы:
- содействуют развитию внешней торговли, содействуют развитию экспортного и транзитного потенциала России, защищают интересы отечественных товаропроизводителей
- содействуют осуществлению мер по защите государственной безопасности, общественного порядка, нравственности населения, жизни и здоровья человека, животных и растений, охране окружающей природной среды, защите интересов потребителей товаров, ввозимых в Российскую Федерацию;
- оказывают содействие участникам внешнеэкономической деятельности в реализации ими своих прав;
- обеспечивают выполнение международных обязательств России в сфере таможенного дела, осуществляют сотрудничество с таможенными и иными компетентными органами иностранных государств, международными организациями;
- обеспечивают доступ к информации по вопросам таможенного дела;
- проводят научно-исследовательские и опытно-конструкторские разработки.

## Структура Федеральной таможенной службы
Центральный аппарат Федеральной таможенной службы включает Главные управления (организационно-инспекторское управление; организации таможенного оформления и таможенного контроля; федеральных таможенных доходов и тарифного регулирования; таможенного контроля после выпуска товаров; информационных технологий; по борьбе с контрабандой и др.) и Управление (торговых ограничений, валютного и экспортного контроля; Управление таможенных расследований и дознания; Главное управление по борьбе с контрабандой; правовое Управление; аналитическое; Управление государственной службы и кадров; по связям с общественностью; Управление по противодействию коррупции; таможенного сотрудничества; медицинское; товарной номенклатуры и др.)
ФТC России подчинены региональные таможенные управления (территориальные и специализированные) и таможни непосредственного подчинения, таможни РТУ и таможенные посты.
- Есть восемь территориальных региональных таможенных управлений (РТУ), сфера деятельности которых совпадает с одноимённым федеральным округом: Дальневосточное таможенное управление, Приволжское таможенное управление, Северо-Западное таможенное управление, Северо-Кавказское таможенное управление, Сибирское таможенное управление, Уральское таможенное управление, Центральное таможенное управление, Южное таможенное управление. Им подчинены таможни, в состав которых входят таможенные посты.

- Специализированные таможенные управления осуществляют деятельность на всей территории Российской Федерации: Центральное информационно-техническое таможенное управление, Центральное экспертно-криминалистическое таможенное управление, Региональное таможенное управление радиоэлектронной безопасности объектов таможенной инфраструктуры.

- Таможни, непосредственно подчиненные ФТС России, можно разделить на авиационные (Внуковская таможня, Домодедовская таможня, Шереметьевская таможня), специализированные (Центральная акцизная таможня, Центральная энергетическая таможня, Центральная почтовая таможня), территориальные (Калининградская областная таможня, Московская областная таможня), обеспечивающие (Центральная базовая таможня, Центральная таможня (Кинологический центр ФТС России).

В рамках осуществления международного таможенного сотрудничества ФТС России имеет представительства и представителей в 23 странах мира.
ФТС России имеет в ведении Российскую таможенную академию, имеющую филиалы во Владивостоке, Ростове-на-Дону и Санкт-Петербурге, а также ряд иных подведомственных организаций.

## Руководство
- Круглов Анатолий Сергеевич (25 октября 1991 — 8 мая 1998)[2][3]
- Драганов Валерий Гаврилович (8 мая 1998 — 13 марта 1999)[4][5]
- Бордюжа Николай Николаевич (15 апреля — 27 мая 1999)[6][7]
- Ванин Михаил Валентинович (27 мая 1999 — 29 июля 2004)[7][8]

Указом Президента Российской Федерации от 9 марта 2004 г. № 314 Государственный таможенный комитет Российской Федерации преобразован в Федеральную таможенную службу.
- Жерихов Александр Егорович, руководитель (6 июля 2004 — 12 мая 2006)[10][11]
- Бельянинов Андрей Юрьевич, руководитель (12 мая 2006 — 28 июля 2016)[12][13]
- Булавин Владимир Иванович, руководитель (28 июля 2016 — 10 февраля 2023)[14]
- Давыдов Руслан Валентинович, врио (10 февраля 2023 — 14 мая 2024)
- Пикалёв Валерий Иванович, (с 14 мая 2024)

## История таможенных органов России

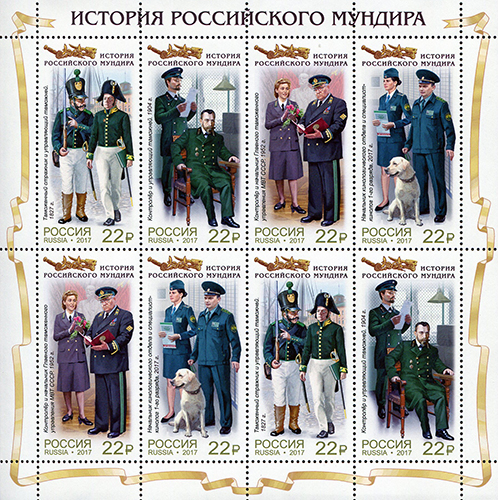
Лист - История российского мундира. Мундиры таможенной службы России. Таможенный стражник и управляющий таможней. 1827 г. Контролёр и управляющий таможней (1904 г.) Контролёр и начальник Главного таможенного управления МВТ СССР (1952 г.) Начальник кинологического отдела и специалист-кинолог 1 разряда (2017 г.)

История российской таможни начинается с конца X века, с первых упоминаний о торговых пошлинах, которыми были обложены в древнерусском государстве предметы потребления на пути их следования от производителя к потребителю. Самая древняя из них — мыт или мыто, упоминаемая в Русской правде Ярослава Мудрого (XI век). Она взималась с купцов, проезжающих с товаром по сухопутным и водным путям сообщения. Происходил сбор пошлины на заставах «мытниками» или «мытчиками». Сборщики мыта — предшественники таможенников, а заставы — таможен.
В середине XIII века монголо-татары вводят свою пошлину — тамгу. Тамга (с тюркского) означает знак собственности, клеймо или печать. Поначалу тамга бралась, когда при продаже требовалось приложение клейма (печати) князи или наместника. Постепенно тамга превратилась в одну из наиболее доходных пошлин, взимаемых со стоимости товара. Со временем название её перешло на все сборы, получившие наименование таможенных, и на место их сбора, таможню.
В середине XVII века в царствование Алексея Михайловича были приняты Торговый устав (25 октября 1653 года), Уставная таможенная грамота (1654 год) и Новоторговый устав (1667 год). Эти документы стали началом реформ в российской таможенной системе, в то время самой запутанной и архаичной.
После октябрьской революции 1917 г. в Советской России была объявлена государственная монополия внешней торговли. Таможенная служба перешла под контроль созданного в 1918 г. Главного управления таможенного контроля Народного комиссариата (наркомата) торговли и промышленности. В 1920 г. ведомство было преобразовано в Наркомат внешней торговли. С 1946 г. по 1988 г. входило в систему Министерства внешней торговли СССР.
12 февраля 1986 г. впервые в отечественной истории было создано самостоятельное таможенное ведомство — Главное управление государственного таможенного контроля при Совете министров СССР. В 1986—1989 гг. его возглавлял Владимир Базовский.
25 октября 1991 г. был образован Государственный таможенный комитет РСФСР (с 25 декабря 1991 г. РФ), который функционировал вплоть до 2004 г. Пост его руководителя в 1991—1998 г. занимал Анатолий Круглов. В 1994 г. за комитетом была закреплена функция федерального органа исполнительной власти, осуществляющего непосредственное руководство таможенным делом в России.
Указом Президента Российской Федерации от 9 марта 2004 года № 314 «О системе и структуре федеральных органов исполнительной власти», Государственный таможенный комитет Российской Федерации преобразован в Федеральную таможенную службу, а его функции по принятию нормативных правовых актов в установленной сфере деятельности переданы Министерству экономического развития и торговли Российской Федерации.
15 января 2016 года указом Президента Российской Федерации Федеральная таможенная служба передана в подчинение Министерству финансов Российской Федерации.
Ранее ФТС России была в ведении Правительства Российской Федерации (2006—2016). В 2004—2006 годах ФТС России подчинялась Министерству экономического развития и торговли Российской Федерации, до 2004 года ГТК подчинялся Правительству Российской Федерации напрямую.
(Подробнее об истории российской таможни читайте на сайте Центрального музея таможенной службы ).

## Служба и звания в таможенных органах
Служащие таможенных органов имеют форменную одежду с погонами, специальные звания и классные чины. На основании приказа Федеральной таможенной службы от 23.11.2020 № 1005 "Об утверждении Порядка ношения форменной одежды должностными лицами таможенных органов Российской Федерации" (Зарегистрирован 20.01.2021 № 62154) и статьи 5 Федерального закона от 21.07.1997 г. № 114-ФЗ «О службе в таможенных органах РФ» установлены знаки различия по специальным званиям и классным чинам. Классные чины присваиваются по группам 1, 2 и 3 классов на основании статьи 11 Федерального закона от 27.07.2004 № 79-ФЗ «О государственной гражданской службе Российской Федерации».
Возрастные ограничения младшего состава 50 лет устанавливает статья 49 Федерального закона от 21.07.1997 г. № 114-ФЗ «О службе в таможенных органах РФ».
| Описание       | Погоны среднего, старшего и высшего начальствующего состава Федеральной таможенной службы (ФТС России) | Погоны среднего, старшего и высшего начальствующего состава Федеральной таможенной службы (ФТС России) | Погоны среднего, старшего и высшего начальствующего состава Федеральной таможенной службы (ФТС России) | Погоны среднего, старшего и высшего начальствующего состава Федеральной таможенной службы (ФТС России) | Погоны среднего, старшего и высшего начальствующего состава Федеральной таможенной службы (ФТС России) | Погоны среднего, старшего и высшего начальствующего состава Федеральной таможенной службы (ФТС России) | Погоны среднего, старшего и высшего начальствующего состава Федеральной таможенной службы (ФТС России) | Погоны среднего, старшего и высшего начальствующего состава Федеральной таможенной службы (ФТС России) | Погоны среднего, старшего и высшего начальствующего состава Федеральной таможенной службы (ФТС России) | Погоны среднего, старшего и высшего начальствующего состава Федеральной таможенной службы (ФТС России) | Погоны среднего, старшего и высшего начальствующего состава Федеральной таможенной службы (ФТС России) | Погоны среднего, старшего и высшего начальствующего состава Федеральной таможенной службы (ФТС России) | Погоны среднего, старшего и высшего начальствующего состава Федеральной таможенной службы (ФТС России) |
| Рисунок погона | | | | | | | | | | | | | |
| -------------- | --- | --- | --- | --- | --- | --- | --- | --- | --- | --- | --- | --- | --- |
| Спец. звание   | Прапорщик таможенной службы                                                                            | Старший прапорщик таможенной службы                                                                    | Младший лейтенант таможенной службы                                                                    | Лейтенант таможенной службы                                                                            | Старший лейтенант таможенной службы                                                                    | Капитан таможенной службы                                                                              | Майор таможенной службы                                                                                | Подполковник таможенной службы                                                                         | Полковник таможенной службы                                                                            | Генерал-майор таможенной службы                                                                        | Генерал-лейтенант таможенной службы                                                                    | Генерал-полковник таможенной службы                                                                    | Действительный государственный советник таможенной службы                                              |

## Деятельность

### Итоги работы ФТС России в 2022 году
По итогам 2022 года сумма доходов федерального бюджета, администрируемых таможенными органами, составила 6 222,21 млрд рублей, в том числе:
- НДС – 2 664,2 млрд рублей;
- распределенные ввозные таможенные пошлины – 480,6 млрд рублей;
- вывозные таможенные пошлины – 2 731,5 млрд рублей;
- акцизы при ввозе товаров – 100,8 млрд рублей;
- таможенные пошлины, налоги, уплачиваемые физическими лицами, – 77,2 млрд рублей;
- иные платежи (в том числе с учётом авансовых платежей и денежного залога) – 167,9 млрд рублей.

В 2022 году ФТС России вела свою деятельность в условиях введённых экономических и логистических санкционных ограничений. Работа таможенных органов корректировалась с целью минимизации их негативных последствий для российских бизнеса бизнеса и экономики.
ФТС России приняты следующие меры по нейтрализации последствий санкционного давления на российскую экономику:
- Финансовая поддержка бизнеса и граждан.
- Общая сумма освобождений от уплаты таможенных платежей в результате применения нулевой ставки ввозной таможенной пошлины, а также льгот (в том числе действовавших ранее) – 1,1 трлн рублей.
- Финансовая поддержка бизнеса в виде обнуления ставок таможенных пошлин и введения тарифных льгот с марта 2022 года – 108 млрд рублей. Ввезено 7,2 млн тонн социально значимых и критически важных товаров общей стоимостью 31,2 млрд долларов США.

Наиболее востребованными мерами поддержки стали:
- введение механизма отсрочки погашения задолженности по таможенным платежам (срок добровольной уплаты увеличен с 15 до 45 календарных дней), которым воспользовались более 6,5 тыс. участников ВЭД по 107 тыс. уведомлений на сумму 21,7 млрд рублей;
- расширение применения отсрочек, рассрочек по уплате таможенных платежей, введение для системообразующих и градообразующих предприятий беспроцентных отсрочек, рассрочек по уплате ввозной таможенной пошлины (решения о предоставлении отсрочки уплаты ввозных таможенных пошлин приняты на общую сумму 164 млн рублей, оформлено 185 товарных партий);
- увеличение нормы беспошлинного ввоза интернет-покупок до 1000 евро, в соответствии с которой ввезено 1,52 млн посылок. При этом сумма неподлежащих уплате в бюджет платежей составила 2 млрд рублей.
- Упрощение разрешительного порядка ввоза товаров.

Разрешен ввоз многокомпонентных товаров в рамках нескольких внешнеэкономических сделок.
Сокращён срок на принятие решений о классификации многокомпонентного оборудования с 90 календарных до 55 рабочих дней.
Для ускорения выпуска товаров приняты принципиальные решения в части сертификации и технического регулирования. У декларантов появилась возможность заявлять только реквизиты документов о соответствии либо электронные или их бумажные копии. При этом срок действия ранее выданных документов о соответствии автоматически продлевается на 12 месяцев.
Отменено требование о представлении оригиналов сертификатов с целью получения тарифных преференций и освобождения от уплаты антидемпинговой пошлины.

#### Административные меры поддержки бизнеса
ФТС России реализует скорейшее прохождение товаров через таможенную границу ЕАЭС и сокращение срока их выпуска в свободное обращение:
- переведены на круглосуточный режим работы ряд пунктов пропуска;
- увеличена штатная численность наиболее загруженных пунктов пропуска;
- введен первоочередной порядок совершения таможенных операций в отношении товаров приоритетного импорта;
- снижена частота применения мер фактического контроля в отношении товаров приоритетного импорта, в том числе досмотров;
- повышена пропускная способность пунктов пропуска за счет открытия дополнительных полос движения, совершенствования инфраструктуры и переноса контрольных операций с границы в иные места доставки;
- временно отменен весовой и габаритный контроль грузовых транспортных средств, осуществляющих перевозку продовольственных и непродовольственных товаров первой необходимости;
- перенастроена субъектно-ориентированная СУР, в рамках которой ещё почти 3 тыс. организаций включены в категорию низкого уровня риска, при этом большая часть из них относится к малому и среднему бизнесу (по состоянию на 1 января 2023 года общее количество организаций низкого уровня риска составляет 13 791).

В отношении участников ВЭД, отнесенных по результатам категорирования к низкому уровню риска, которыми оформлено 75% деклараций и перечислено 86% всех таможенных платежей, снижена частота фактического контроля и применяется технология автовыпуска.
Эти меры позволили существенно сократить сроки выпуска товаров, как результат – 90% деклараций выпущено в течение 4 часов.
Содействие росту объёмов внешнеторгового оборота.
По данным таможенной статистики, внешнеторговый оборот Российской Федерации в 2022 году возрос по сравнению с 2021 годом на 8,1%, в том числе экспорт увеличился на 19,9%, импорт сократился на 11,7%.
Переориентация логистических потоков с запада на восток потребовала дополнительных мер ускорения оформления растущих товаропотоков на Дальнем Востоке и по международному транспортному коридору «Север – Юг». ФТС России уделяет значительное внимание развитию проектов по упрощению таможенных операций на этих направлениях: «Зеленый коридор»/«Упрощенный таможенный коридор», «Взаимное признание институтов уполномоченного экономического оператора» и «Взаимное признание результатов таможенного контроля». Для активизации перемещения товаров в рамках проектов «Зеленый коридор»/«Упрощенный таможенный коридор» начаты мероприятия по их переформатированию, в том числе путем участия в указанных проектах УЭО.
По состоянию на конец 2022 года на новый формат переведены проекты, реализуемые с таможенными службами Азербайджана (с 31 марта 2022 года), Узбекистана (с 13 мая 2022 года), Ирана (с 30 июня 2022 года). Ведутся переговоры по заключению межправительственных соглашений о взаимном признании статуса УЭО с партнёрами из Таджикистана, Индии и Турции.
В феврале 2022 года между ФТС России и Главным таможенным управлением Китайской Народной Республики подписан протокол о взаимном признании статуса УЭО, который позволит китайским и российским УЭО, участвующим в проекте, в минимальные сроки осуществлять поставки товаров (практическая реализация тестовых поставок товаров начата 15 июля 2022 года).
Для недопущения дефицита социально значимых товаров ФТС России разработан План приоритетных задач таможенного сотрудничества, нацеленный на обеспечение устойчивого поступления на российский рынок наиболее востребованных категорий товаров (включая медикаменты, промышленные товары и др.) с сохранением высокой степени безопасности цепей поставок.
В целях содействия Вооружённым силам Российской Федерации и оборонным предприятиям ФТС России обеспечены первоочередной порядок, высокая скорость и бесперебойность перемещения товаров для их нужд.
В 2022 году ФТС России продолжена реализация стратегических и программных документов.
Начиная с 2022 года ФТС России работает в соответствии с новой системой управления государственными программами Российской Федерации (далее – госпрограммы), изменившей подходы к их разработке и реализации. Основной новеллой является выделение в структуре госпрограмм процессной и проектной частей, а также осуществление всей работы исключительно в подсистеме управления госпрограммами государственной интегрированной информационной системы управления общественными финансами «Электронный бюджет» (ГИИС «Электронный бюджет»).
Продолжена реализация Стратегии развития таможенной службы Российской Федерации до 2030 года (далее – Стратегия – 2030).
Проведены мероприятия, направленные на повышение качества таможенного администрирования, создание условий для формирования «цифровой» таможни, развитие института УЭО, повышение эффективности применения СУР.
ФТС России активно участвовала в работе по совершенствованию Таможенного кодекса ЕАЭС (далее – ТК ЕАЭС). Согласованы поправки в ТК ЕАЭС по 83 вопросам, 11 из которых были инициированы ФТС России.
В условиях внешнего санкционного давления со стороны недружественных стран ФТС России принимала участие в разработке Перечня мер по повышению устойчивости экономик государств – членов ЕАЭС, включая обеспечение макроэкономической стабильности.
Принято 25 актов органов ЕАЭС, направленных на исполнение Плана мероприятий по реализации Стратегических направлений развития евразийской экономической интеграции до 2025 года, относящихся к компетенции ФТС России, направленных в том числе на реализацию Соглашения о применении в ЕАЭС навигационных пломб для отслеживания перевозок, создание гармонизированной системы определения страны происхождения вывозимых с территории ЕАЭС товаров, определение единых принципов привлечения лиц к ответственности за таможенные правонарушения.
Подробнее об официальных результатах деятельности ФТС России за 2022 год можно посмотреть здесь
2023 год
Согласно информации врио главы ФТС Руслана Давыдова, по итогам 2023 года таможенная служба перевыполнила годовой план по перечислениям средств в бюджет РФ (который составлял 6 триллионов 464 миллиарда рублей) на 150-160 миллиардов рублей.
Стратегия развития ФТС России до 2030 года утверждена Распоряжением Правительства Российской Федерации от 23.05.2020 № 1388-р.
Основные цели Стратегии 2030 – упрощение и ускорение прохождения процедур для добросовестного бизнеса, повышение прозрачности процесса таможенного администрирования. Достигать их планируется, в том числе, за счет создания интеллектуальных пунктов пропуска, автоматизации таможенных операций, использования интегрированных цифровых платформ, внедрения в работу элементов искусственного интеллекта и развития системы управления рисками.
Стратегия развития ФТС России до 2030 года доступна здесь